# Mons (esogeologia)
Mons (plurale: montes) (dalla corrispondente parola latina che significa "monte") è un termine utilizzato nella terminologia tipica dell'esogeologia per designare una varietà di geomorfologie osservabili sulla superficie di pianeti o su altri corpi celesti di composizione solida, quali ad esempio i rilievi che circondano un grande cratere d'impatto (ad esempio i Nereidum Montes di Marte), le creste (ad esempio i Geryon Montes, sempre sul Pianeta Rosso, nella regione di Valles Marineris) oppure delle semplici montagne isolate, anche di origine vulcanica (è questo il caso dell'Olympus Mons).
Simili rilievi, oltre che su Marte, sono stati individuati sulla superficie della Luna, su Mercurio, su Venere, sui pianeti nani Cerere e Plutone e sul satellite gioviano Io, sui saturniani Teti, Titano e Giapeto e sul plutoniano Caronte.
Di seguito una tabella comparativa di alcuni tra i più elevati montes del Sistema solare

Olympus Mons su Marte, comparato al Monte Everest e Mauna Kea sulla Terra.

| Corpo celeste | Mons               | Altezza       | Note |
| ------------- | ------------------ | ------------- | --- |
| Mercurio      | Caloris Montes     | 1,5–3 km      | |
| Venere        | Maxwell Montes     | 6,4 km        | |
| Venere        | Maat Mons          | ~ 5 km        | Il più grande vulcano su Venere                                                                                        |
| Luna          | Mons Huygens       | 5,5 km        | Si trova nel Mare Imbrium                                                                                              |
| Luna          | Mons Hadley        | 4,5 km        | Si trova nel Mare Imbrium                                                                                              |
| Marte         | Olympus Mons       | < 22 km       | Se si prendesse come punto di riferimento una depressione a circa 1000 km, la sua altezza risulterebbe allora di 26 km |
| Marte         | Ascraeus Mons      | 15 km         | |
| Marte         | Elysium Mons       | 13,9 km       | |
| Marte         | Arsia Mons         | > 9 km        | |
| Marte         | Pavonis Mons       | ~ 11 km       | |
| Marte         | Anseris Mons       | 6,2 km        | Una delle cime non vulcaniche più alte di Marte; si trova nel cratere meteoritico Hellas Planitia                      |
| Marte         | Aeolis Mons        | 5,5 km        | |
| Cerere        | Ahuna Mons         | 4–5 km        | |
| Io            | Boösaule Montes    | 17,5±3 km     | |
| Io            | Euboea Montes      | 10,5±1 km     | |
| Giapeto       | Cresta equatoriale | ~ 20 km (max) | |
| Titano        | Mithrim Montes     | 2,0 km        | |

## Galleria d'immagini

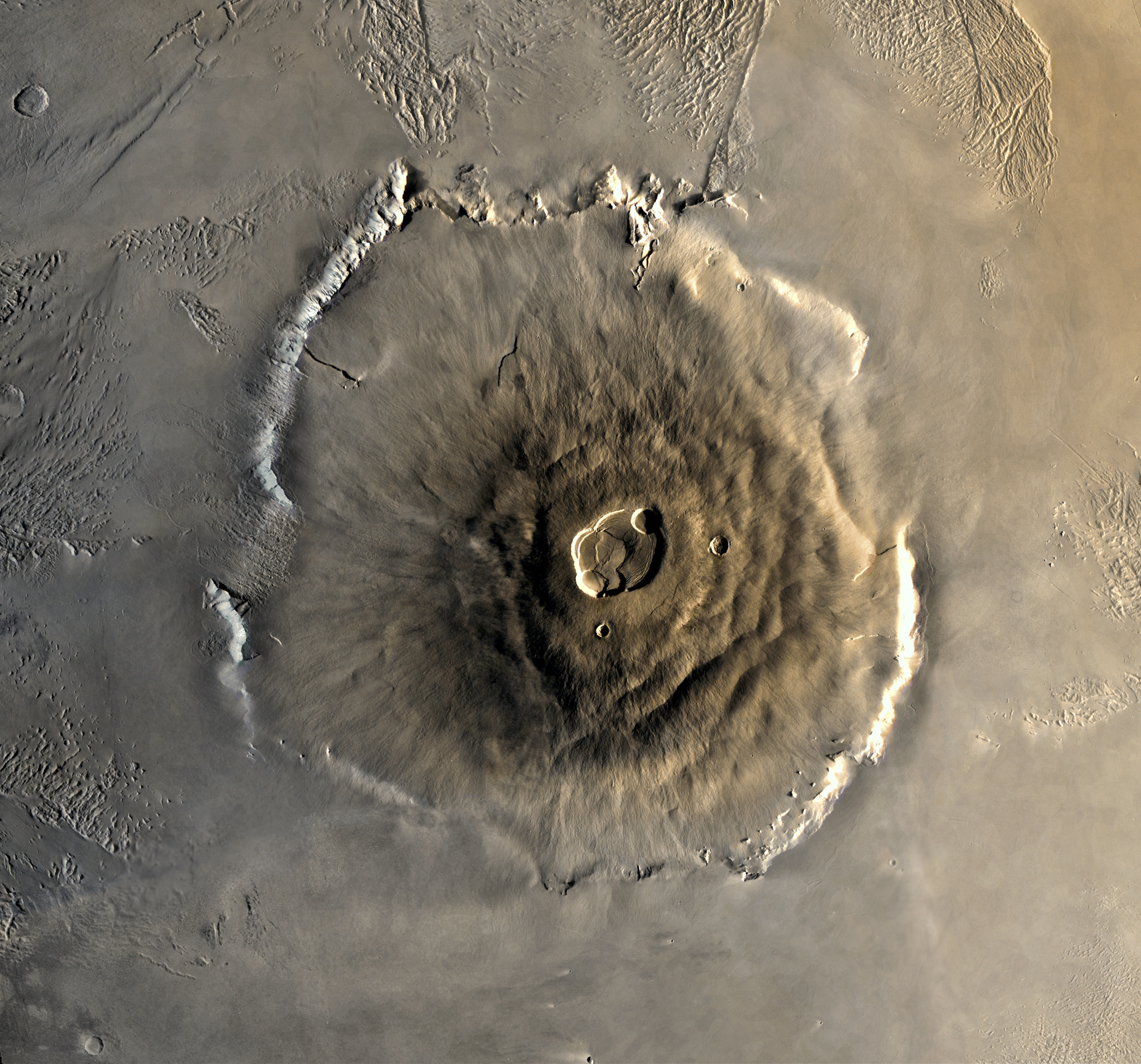
Olympus Mons su Marte come apparve alla Missione Viking 1 nel 1978
Confronto tra la superficie della Francia e quella dell'Olympus Mons
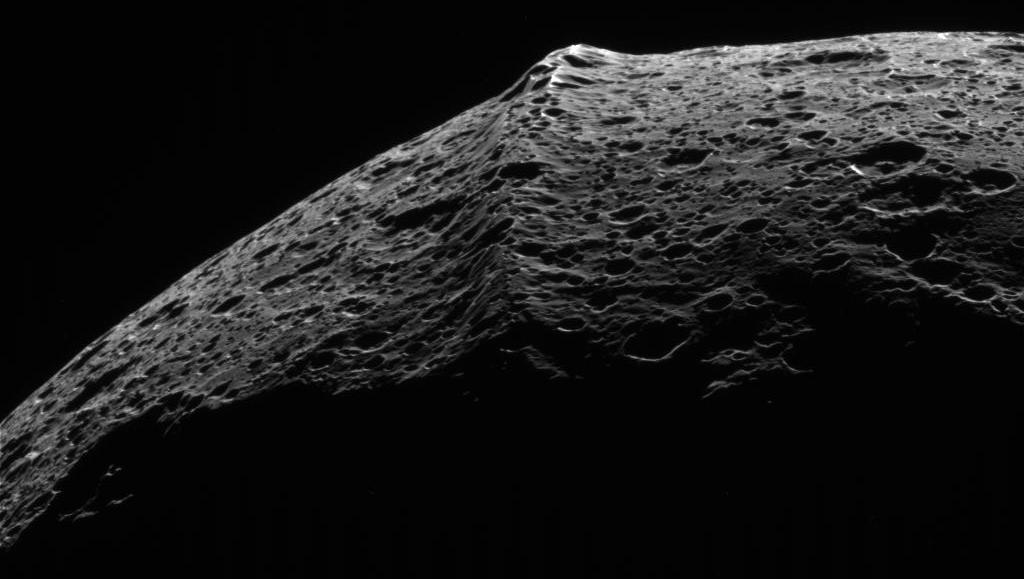
La cresta equatoriale di Giapeto ripresa dalla Missione spaziale Cassini-Huygens
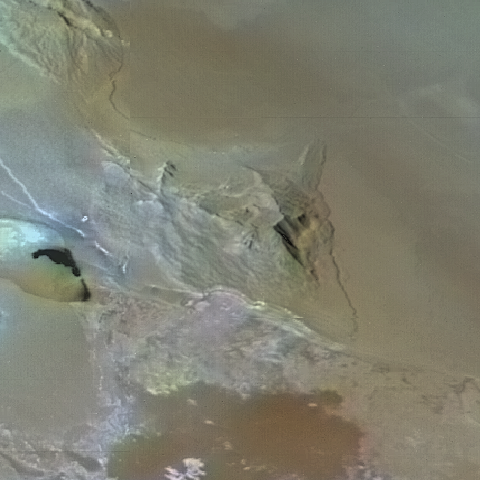
Boösaule Montes di Io ripresi dal Voyager 1
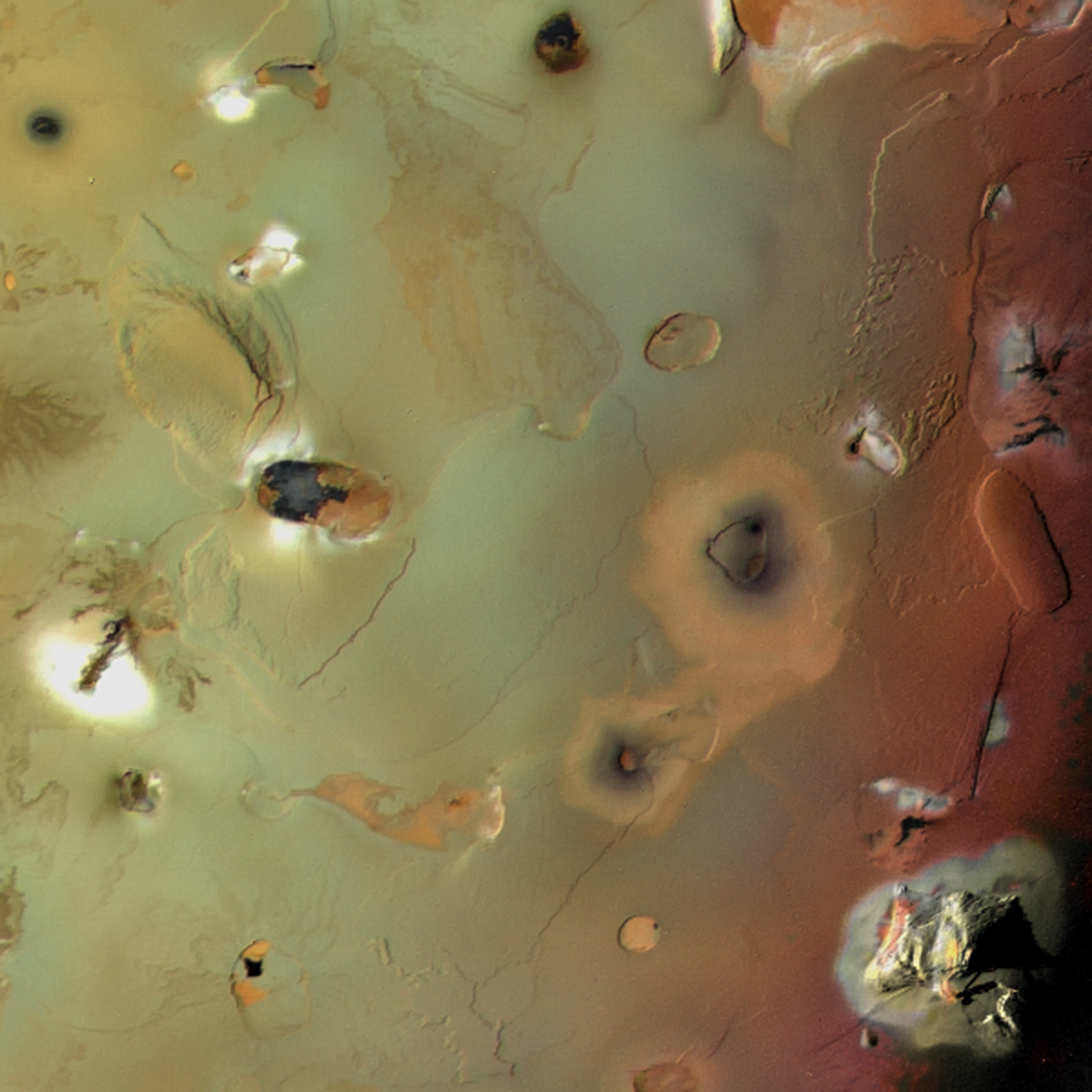
Euboea Montes (a sinistra) e Haemus Montes (in basso a destra)
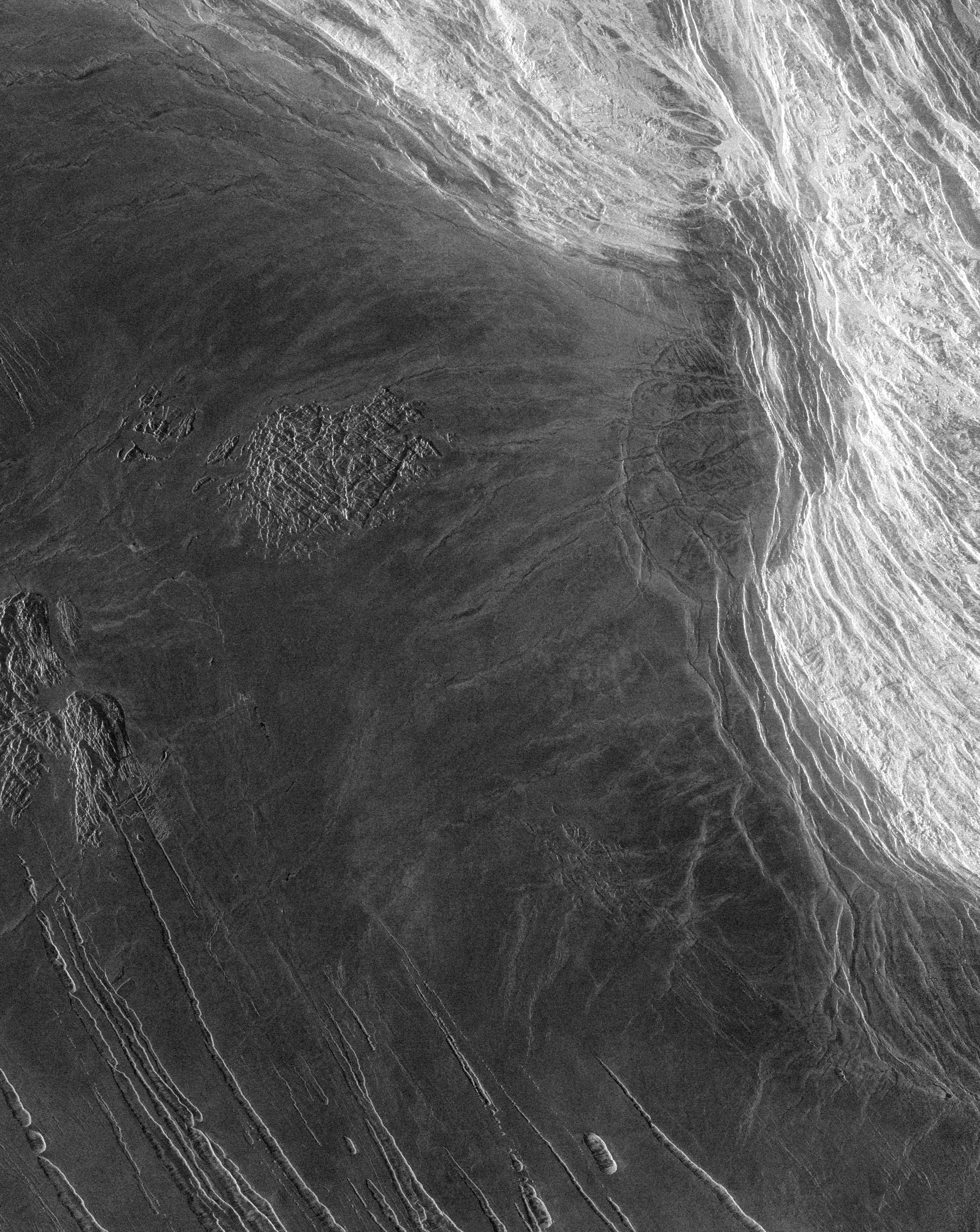
Immagine radar dei Maxwell Montes di Venere ripresi dalla Sonda Magellano
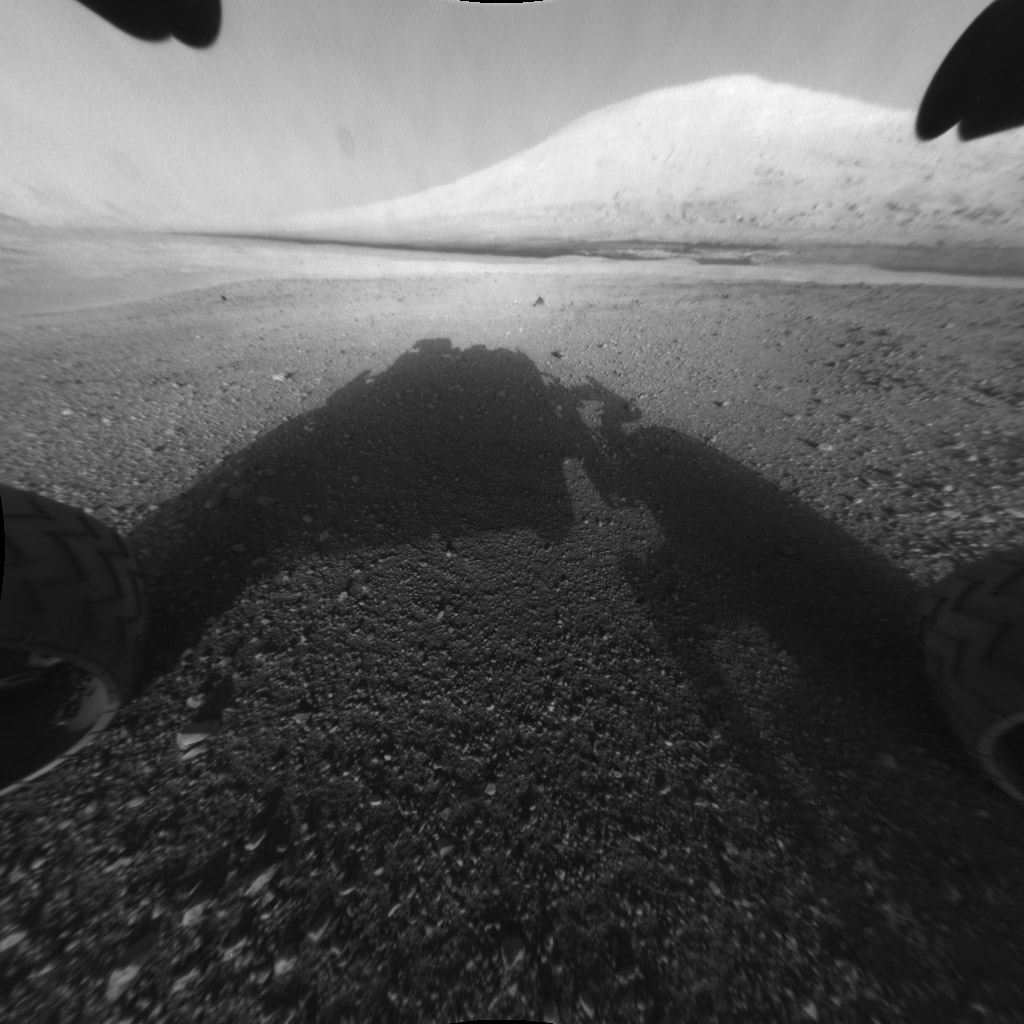
Aeolis Mons di Marte come appariva alla sonda Curiosity il 6 agosto 2012
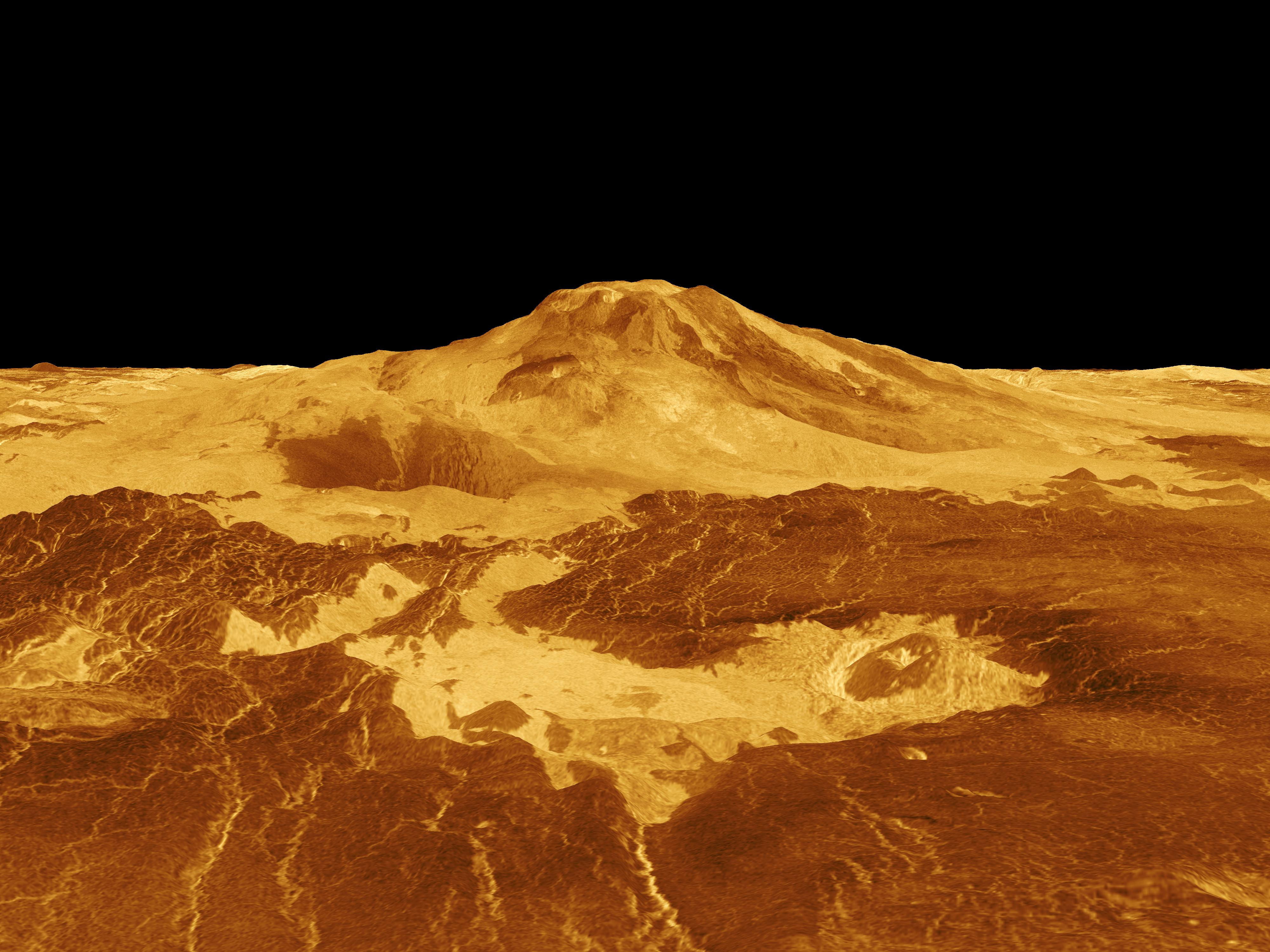
Immagine radar del Maat Mons di Venere